# Melanargia falvescens
Melanargia falvescens är en fjärilsart som beskrevs av Pionneau 1937. Melanargia falvescens ingår i släktet Melanargia och familjen praktfjärilar. Inga underarter finns listade i Catalogue of Life.